# Ranunculus spicatus
Il Ranuncolo spicato (Ranunculus spicatus Desf., 1798) è una pianta appartenente alla famiglia delle Ranunculaceae, originaria di Italia ed Algeria.

## Distribuzione e habitat
Il R. spicatus ha un areale circoscritto all'Algeria e alla parte settentrionale della Sicilia, compresi gli arcipelaghi delle Egadi e delle Eolie (Alicudi e Salina).
Predilige le pareti rocciose ombreggiate.

## Sottospecie
Si R. spicatus sono accettate, oltre alla specie principale, tre diverse sottospecie:
- Ranunculus spicatus subsp. blepharicarpos ((Boiss.) Grau, 1984)[2]
- Ranunculus spicatus subsp. fontqueri (Romo, 1992)[3]
- Ranunculus spicatus subsp. maroccanus ((Coss.) Greuter & Burdet, 1989)[4]